# Rhyacophila jirisana
Rhyacophila jirisana là một loài Trichoptera trong họ Rhyacophilidae. Chúng phân bố ở miền Cổ bắc.